# Anna Salmberg
Anna Salmberg, född Brinck 1788 i Köpenhamn, död 1868 i Åbo, var en finländsk skolledare. Hon höll en av sin tids mest välkända flickpensioner i Finland, Salmbergska flickpensionen i Åbo.

## Biografi
Anna Salmberg var född i Köpenhamn, men flyttade tidigt till Danska Västindien, där engelska blev hennes förstaspråk.  Hon gifte sig med den finländska sjökaptenen Arvid Abraham Salmberg (död 1809), och bosatte sig med honom i Åbo i Finland. Paret fick inga barn.

### Salmbergska flickpensionen
Hennes make avled 1809, och hon fick hjälp av Sara Cuthbert (gift med  Otto Wilhelm Klinckowström) att öppna sin skola.  Hon ska först ha öppnat den första flickskolan i Tavastehus, men informationen om hennes verksamhet är knapphändig och motsägelsefull. Hon öppnade år 1823 en flickpension i Åbo, som hon drev fram till 1842. Omkring sekelskiftet 1800, efter Christina Krooks föredöme, uppkom ett antal flickpensioner i Finland, främst Åbo, som gjorde skolor för flickor tillgängliga i Finland, där föräldrar tidigare hade skickat sina döttrar för att gå i skola i Sverige.  Bland dessa nämns Salmbergska flickpensionen i Åbo och Friherrinnan von Rosens flickpension i Helsingfors som de kanske mest framgångsrika skolorna av sitt slag, före grundandet av Svenska fruntimmersskolan i Åbo, och Svenska fruntimmersskolan i Helsingfors. 
Salmbergs skola tog emot elever från hela Finland, och var ett internat för dem som bodde långt borta, men tog också emot elever från staden, som enbart kom dit för lektion.  Bland de ämnen hon erbjöd fanns franska, engelska, teckning, broderi och etikett, historia, geografi och litteratur. Salmberg försvarade kvinnans rätt till utbildning, och hennes pension erbjöd fler språk än vad som var vanligt i skolor för flickor. Engelska språket var vid denna tid annars okänd i flickskolor. I bevarad brevväxling uttryckte hon att kvinnor i Finland, kanske ofta var så obildade som de anklagades för, men att detta i så fall var deras familjers, och framför allt deras fäders fel, som först inte gav dem någon utbildning och sedan kallade dem obildade.  Hennes mest berömda elever var Fredrika Runeberg och Augusta Lundahl, som båda var hennes elever 1824–25, och Vendla Randelin.  Fredrika Runeberg menade att Salmbergs skola hade högre kvalitet än de flesta flickpensioner, som annars bara brukade erbjuda ytlig bildning. Finska Kvinnoföreningen beskrev henne som en modersgestalt som uppfostrat två generationer mödrar och döttrar.

### Senare liv
Salmbergs pension och de övriga flickpensioner som bildades i Åbo vid samma tid skapade en allt livligare debatt om flickors utbildning, som 1844 resulterade i grundandet av Svenska fruntimmersskolan i Åbo, som sedan utkonkurrerade sina föregångare. Anna Salmberg avvecklade verksamheten gradvis mellan 1842 och 1850, och levde sedan ett stilla hemliv med sin före detta assisterande lärare, Carolina Wilhelmina Högman.
Anna Salmberg var en uppskattad medborgare i Åbo och hennes porträtt målat av Thomas Legler sattes upp i stadens museum.